# Amtspflicht
Amtspflicht bezeichnet in Deutschland die Pflicht einer in einem öffentlich-rechtlichen Dienstverhältnis stehenden Person (Beamter, Soldat, Richter) gegenüber einem Dritten, die sich aus seinem Amt bzw. seiner Rechtsstellung dem Dritten gegenüber ergibt sowie die Pflichten von Personen in einem öffentlich-rechtlichen Amtsverhältnis (z. B. Mitglieder der Verfassungsorgane). Weiterhin werden auch die Pflichten von Notaren, Notarassessoren und Mitgliedern eines Anwaltsgerichtes als Amtspflichten bezeichnet. Die Pflichten gegenüber dem Dienstherrn sind hingegen Dienstpflichten.

## Umfang
Nicht nur Beamte sind Träger einer Amtspflicht; Beamter ist haftungsrechtlich jeder, dem die Ausübung öffentlicher Gewalt anvertraut ist. Dazu gehören auch etwa Angestellte, Schöffen, Schülerlotsen oder Schornsteinfeger, die hoheitliche Tätigkeiten ausüben. Auch der Abschleppunternehmer, der von der Polizei beauftragt wird, ist bei der Ausführung der Ersatzvornahme Beamter im Sinne des staatshaftungsrechtlichen Beamtenbegriffs, weil der Abschleppvorgang nach Ansicht des BGH materiell-rechtlich noch Teil der polizeilichen Vollstreckungsmaßnahme ist. Auch andere öffentliche Amtsträger (etwa Notare) unterliegen einer Amtspflicht. Notare haften nach § 19 BNotO persönlich. Die Subsidiarität ihrer Haftung gem. § 19 Abs. 1 Satz 2 BNotO gilt nur für hoheitliche Tätigkeit (Beurkundung), nicht für Beratung oder Aufbewahrung. Handlungen, die ein Beamter innerhalb der durch die Amtspflicht gezogenen Grenzen vornimmt, sind selbst dann nicht rechtswidrig, wenn sie Privatrechte und Rechte Dritter verletzen.
Strafrechtlich ist von Bedeutung, dass es sich – insbesondere bei Bestechungsdelikten – um für den öffentlichen Dienst Verpflichtete handelt; bei wirtschaftlicher Tätigkeit kommt es darauf an, ob diese der Daseinsvorsorge dient. Echte Amtsdelikte können nur von echten Beamten begangen werden, bei Nichtbeamten bleiben sie straflos. Unechte Amtsdelikte hingegen sind für alle Amtsträger strafbar, bei Beamten jedoch mit höherer Strafe bedroht.

## Inhalt
Die Amtspflicht äußert sich im hoheitlichen Handeln bei Ausübung öffentlicher Gewalt, sei es durch behördliche Genehmigung, Erlass von (rechtswidrigen) Verwaltungsakten, „amtlichen“ Auskünften oder Ratschlägen oder Unterlassen von gesetzlich gebotenen öffentlichen Aufgaben (etwa Daseinsvorsorge wie die Müllabfuhr oder öffentliche Streupflicht). Sie umfasst die sorgfältige behördliche Behandlung anvertrauter fremder Belange und die Pflicht zur Amtsverschwiegenheit. Zu den Amtspflichten gehören ferner zuständigkeits- und verfahrensgemäßes Handeln, Verhältnismäßigkeit und Erteilung ordnungsgemäßer Auskünfte. Antragsgesuche sind gewissenhaft, förderlich, sachdienlich und in angemessener Frist zu bearbeiten und zu entscheiden.

## Amtspflichtverletzung
Überschreitet ein Amtsträger die Grenzen seiner Amtspflicht, so liegt eine Amtspflichtverletzung vor. Das fehlerhafte Verhalten von Bediensteten der öffentlichen Hand löst Amtshaftung aus. Ein Amtshaftungsanspruch setzt voraus, dass ein öffentlich Bediensteter vorsätzlich oder fahrlässig seine Amtspflicht einem Dritten gegenüber verletzt. Weitere Voraussetzung für alle Fälle der Amtspflichtverletzung ist, dass der Geschädigte Rechtsmittel eingelegt hat, um einen Schaden abzuwenden (§ 839 Abs. 3 BGB). Diese ist jedoch haftungsrechtlich lediglich dann von Bedeutung, wenn es sich um eine vorsätzliche Pflichtverletzung handelt. Bei fahrlässiger Amtspflichtverletzung tritt nach der Subsidiaritätsklausel des § 839 Abs. 1 Satz 2 BGB eine Haftung nur ein, wenn der Geschädigte nicht anderweitig Ersatz durch Dritte erlangen kann. Wird fahrlässig eine fehlerhafte Baugenehmigung erteilt, ist der Bauherr vorrangig auf die Ersatzhaftung des fehlerhaft bauplanenden Architekten zu verweisen. Ist die Ersatzhaftung etwa wegen Vermögensverfalls des Dritten nicht durchsetzbar, haftet auch bei Fahrlässigkeit der Beamte.
Eine Amtspflichtverletzung liegt auch dann vor, wenn die Grenzen eines vorhandenen Ermessensspielraums verletzt werden, ohne dass ein Ermessensmissbrauch vorliegt. Der Beamte darf danach sein Ermessen nur pflichtgemäß, nicht jedoch falsch, fehlerhaft oder gar nicht ausüben. Die Rechtsprechung verlangt zudem einen inneren Zusammenhang zwischen der Verletzungshandlung und der Verfolgung hoheitlicher Zwecke. Danach weist eine nichthoheitliche Dienstfahrt einen inneren Zusammenhang zwischen der Verletzungshandlung und der Verfolgung hoheitlicher Zwecke auf, wenn sie dazu dient, eine hoheitliche Maßnahme am Zielort vorzunehmen. Der Bundesgerichtshof stellt darauf ab, ob der Sinn dieser Dienstfahrt darin besteht, hoheitlich tätig zu werden. Der selbstliquidierende beamtete Chefarzt handelt privatrechtlich, sodass er bei einem Behandlungsfehler nicht in Ausübung des ihm übertragenen öffentlichen Amts seine Amtspflicht verletzt. Die öffentliche Hand kann sich einer Amtshaftung für fehlerhaftes Verhalten ihrer Bediensteten grundsätzlich nicht dadurch entziehen, dass sie die Durchführung einer Maßnahme auf einen privaten Unternehmer überträgt. Die Amtspflichtsverletzung kann zu disziplinarrechtlichen Konsequenzen führen.
Auch die Amtspflichtverletzung des Richters begründet nach § 839 Abs. 2 BGB in Verbindung mit Art. 34 GG Schadensersatzpflichten. Dies gilt im Fall des Richterspruchprivilegs aber nur bei Amtspflichtverletzungen, welche in einer Straftat bestehen (§ 839 Abs. 2 BGB). Begriff und Verständnis der Vorschrift des § 839 Abs. 2 S. 1 BGB haben sich im Lauf der Zeit gewandelt: War zunächst ganz allgemein vom Richterprivileg die Rede, änderte sich dies sodann zum Spruchrichterprivileg und schließlich, nach aktuellem Stand, zum Richterspruchprivileg.
Dies führt dazu, dass Schadensersatzansprüche unter anderem dann durchgesetzt werden können, wenn dem Richter eine Rechtsbeugung nachgewiesen werden kann. Eine Rechtsbeugung ist hierbei in zwei Fallgruppen denkbar: Bei evident inhaltlich grob unrichtigen Gerichtsentscheidungen und bei evident grob unrichtiger Verfahrensgestaltung.
Richter an Registergerichten sind keine Spruchrichter, weil in der freiwilligen Gerichtsbarkeit keine Urteile gefällt werden. Deshalb kommt den Registerrichtern das Spruchrichterprivileg nicht zugute. Ebenfalls keine Anwendung findet das Spruchrichterprivileg nach § 839 Abs. 2 S. 2 BGB auf Fälle der verweigerten oder verzögerten Amtstätigkeit, also der pflichtwidrigen Untätigkeit.
Verfassungsrechtlich ist die Amtspflichtverletzung jeder Rechtsverstoß gegen öffentlich-rechtliche und privatrechtliche Normen, die den exekutiven Hoheitsträger (Behörden) binden (Art. 20 Abs. 3 GG).

## Persönliche Haftung und Staatshaftung
Normadressat der Haftungsansprüche ist nach § 839 Abs. 1 BGB eindeutig der Beamte. Das Gleiche gilt für Sachverständige bei ihrer gerichtlichen Gutachtertätigkeit (§ 839a BGB). Im BGB ist die Rede davon, dass ein Beamter bei Amtspflichtverletzung persönlich haftet und nicht der Dienstherr (die Behörde). Für vorsätzlich oder grob fahrlässig herbeigeführte Schäden beim Dienstherrn haftet der Beamte nach § 75 Bundesbeamtengesetz bzw. den entsprechenden landesrechtlichen Vorschriften (für Arbeitnehmer im öffentlichen Dienst folgt eine ähnliche Haftung aus dem Arbeitsvertrag). Damit öffentliche Bedienstete diesem hohen persönlichen Haftungsrisiko nicht ausgesetzt sind, ist in Art. 34 GG eine Rückhaftung des Dienstherrn oder des Staates vorgesehen. Die persönliche Haftung des Beamten wird dadurch auf den Staat übergeleitet. Verletzt jemand in Ausübung eines ihm anvertrauten öffentlichen Amtes die ihm einem Dritten gegenüber obliegende Amtspflicht, so trifft – durch die Vorrangigkeit des Verfassungsrechts vor dem Zivilrecht – die Verantwortlichkeit grundsätzlich den Staat oder die Körperschaft, in deren Dienst er steht. Bei Vorsatz oder grober Fahrlässigkeit bleibt der Rückgriff des Staates auf den Beamten jedoch vorbehalten. Für den Anspruch auf Schadensersatz und für den Rückgriff darf der ordentliche Rechtsweg nicht ausgeschlossen werden. Notare haften nach der Bundesnotarordnung persönlich und müssen sich daher entsprechend versichern (§ 19a BNotO); eine Staatshaftung ist bei ihnen ausgeschlossen (Ausnahmen gelten für die Amtsnotare in Baden-Württemberg).